# Bahnhof Thalwil
Der Bahnhof Thalwil ist ein Schienenverkehrsknotenpunkt in Thalwil im Schweizer Kanton Zürich. Er wird von den SBB betrieben und wird von diesen sowohl mit Fernverkehrszügen Richtung Zürich, Luzern und Graubünden, als auch mit insgesamt vier Tages- und einer Nachtlinie der S-Bahn Zürich bedient.

## Lage und Architektur
Der Bahnhof wurde von der Nordostbahn im Zusammenhang mit dem Bau der linksufrigen Zürichseebahn am 20. September 1875 eröffnet. Im Zuge des Baus der Bahnstrecke Thalwil–Zug wurde der Bahnhof 1897 zu einem Verzweigungsbahnhof ausgebaut.
Das Aufnahmegebäude wurde 1963 nach den Plänen von Max Vogt neu erstellt. Während das Erdgeschoss die Diensträume beherbergt, befinden sich im Obergeschoss zwei Dienstwohnungen. Bei diesen Dienstwohnungen musste beachtet werden, dass die Sonne und der Bahnlärm von der gleichen Seite kommen. Deswegen wurde jede Wohnung L-förmig um eine eigene Dachterrasse angeordnet. Die Dachterrassen wurden mit einem Betonrahmen in den Baukörper integriert und dienen als Pufferzone gegen den Bahnlärm.
Der Güterschuppen wurde 1973 durch einen Neubau nach den Plänen von Max Vogt ersetzt. Dieser besass ursprünglich im Obergeschoss eine Aussenverkleidung aus vorgerostetem COR-TEN-Stahl. Diese Verkleidung wurde später durch eine aus Holz ersetzt.
Da er an einem Hang gelegen ist, besitzt der Bahnhof sowohl Unter- als auch Überführungen. Er verfügt über einen Seiten- und zwei Mittelbahnsteige.

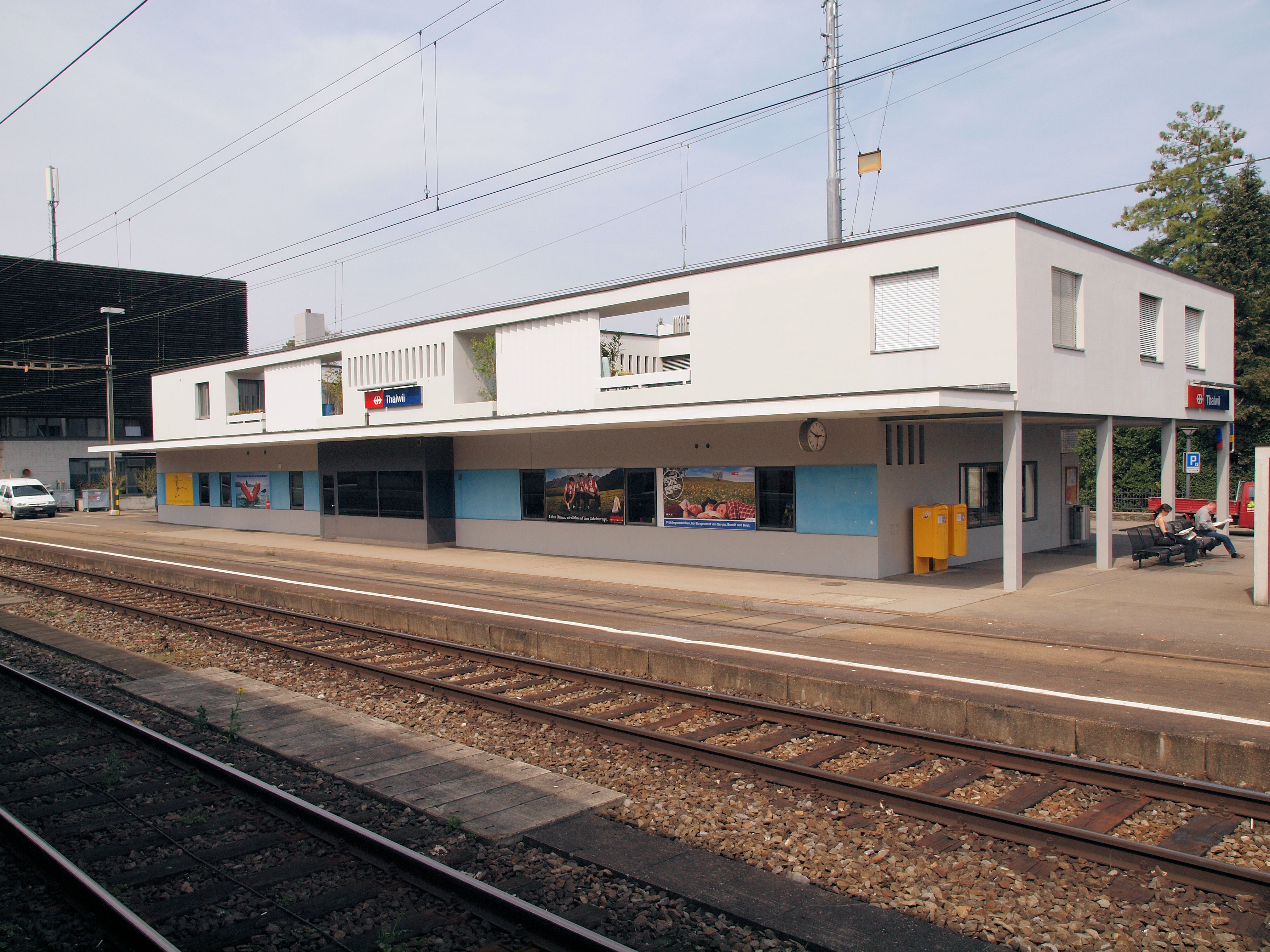
Aufnahmegebäude
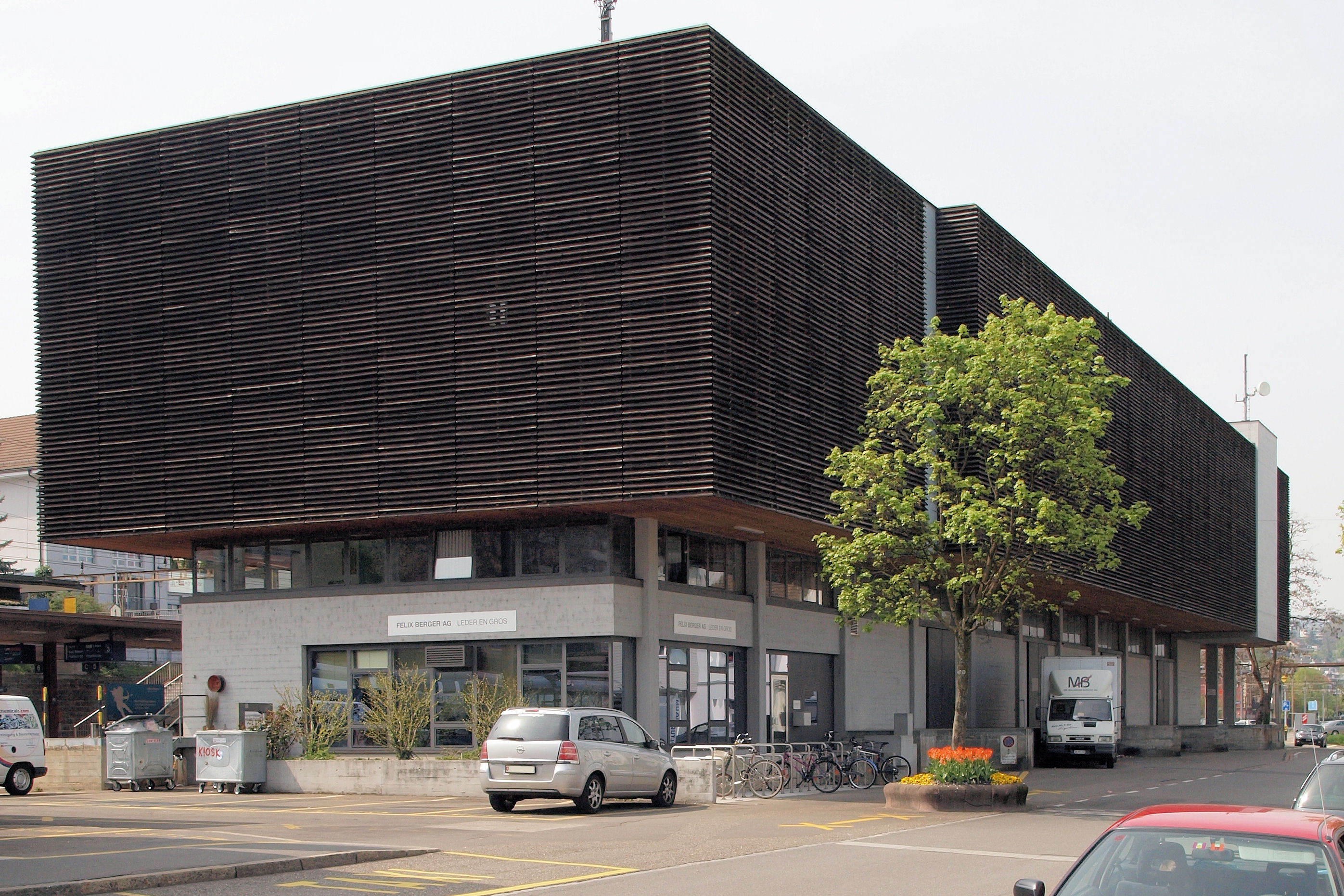
Güterschuppen

## Ent- und Verflechtung des Bahnverkehrs
In der Einfahrt aus Richtung Chur/Zug gibt es eine Überwerfung. Die Linie aus Zug senkt sich aus Richtung Oberrieden Dorf auf Niveau der Zürichseebahn, während die Linie aus Ziegelbrücke nicht an Niveau verliert. Vor dem Bahnhof wird die Seebahn aufgeteilt, die Fahrspur Richtung Zürich unterquert die Linie aus Zug und mündet von links her in diese, während die Fahrspur von Zürich rechterhand einmündet. Dank dieser Überwerfung kann kreuzungsfrei der seeseitige Mittelbahnsteig von Zügen aus Zürich, der bergseitige von Zügen nach Zürich bedient werden. Bei der Ausfahrt Richtung Zürich ist eines der grossen Schweizer Nadelöhre: Der Zimmerberg-Basistunnel – obwohl er die Seelinie stark entlastet und ihr eine weitere S-Bahn-Linie ermöglicht hatte – zweigt linkerhand ab. Jedoch kreuzen die Fernzüge von Zürich her zunächst noch die Seelinie. Zudem ist der kurze Abschnitt von der Tunneleinmündung bis zum Bahnhof zwei- statt vierspurig, was ihn zu einem der am dichtesten befahrenen Gleisabschnitte im europäischen Schienennetz macht.

## Anlage
Der Bahnhof umfasst insgesamt 8 Durchgangsgleise, wobei das Gleis 1 in den Hausbahnsteig zum Gleis 2 eingelassen ist. Des Weiteren existieren noch einige Stumpen- und Anschlussgleise.
Bahnsteige umfassen nebst dem Gleis 2 noch die an den beiden Mittelbahnsteigen angeschlossenen Gleise 3 und 4 beziehungsweise 5 und 6. Am Mittelbahnsteig 5/6 halten die Züge in Fahrtrichtung Zürich, am Mittelbahnsteig 3/4 in der Gegenrichtung. Auch die Mittelbahnsteige an sich sind unterteilt. An den Gleisen 3 und 6 halten die Züge des Fahrwegs Zürich–Pfäffikon SZ (–Chur), an den Gleisen 4 und 5 diejenigen des Fahrwegs Zürich–Zug. Trotz des vorhandenen Bahnsteigs wird das Gleis 2 für fahrplanmässige Personenzüge nicht genutzt, es wird, wie die bahnsteiglosen Gleise 7 und 8 als Überholgleis, genutzt.

## Verkehr
Es halten nicht alle Personenzüge an diesem Bahnhof. Die ICN/EC in Richtung Tessin halten normalerweise nicht am Bahnhof. Die S25 (ehemaliger Glarnersprinter) und die IC (Basel-Chur) fahren durch. Der Railjet Zürich-Wien-(Budapest) hält nicht in Thalwil.

### Fernverkehr
- 75 Luzern – Zürich HB – Konstanz  BZ RZ
- 35 Bern – Burgdorf – Herzogenbuchsee – Langenthal – Olten – Zürich Altstetten – Zürich HB – Thalwil – Wädenswil – Pfäffikon SZ – Siebnen – Ziegelbrücke – Walenstadt – Sargans – Bad Ragaz – Landquart – Chur

### S-Bahn Zürich
- S 2 Zürich Flughafen – Zürich HB – Pfäffikon SZ – Ziegelbrücke Hält zwischen Pfäffikon SZ und Zürich Enge nur in Richterswil, Wädenswil, Horgen und Thalwil; ohne Halt zwischen Siebnen-Wangen und Ziegelbrücke.
- S 8 Winterthur – Wallisellen – Zürich HB – Thalwil – Pfäffikon SZ
- S 24 Thayngen – Schaffhausen/Weinfelden – Winterthur – Zürich Flughafen – Zürich HB – Thalwil – Horgen Oberdorf – Zug
- SN8 Pfäffikon ZH – Wallisellen – Zürich HB – Thalwil – Lachen  (ZVV-Nachtnetz)

### Bus
Es besteht eine Postautoverbindung (240) nach Hausen am Albis. Weitere Busverbindungen fahren von der nahegelegenen Bushaltestelle Thalwil, Zentrum ab.